# Aleksander (Drabynko)
Aleksander, imię świeckie Ołeksandr Mykołajowycz Drabynko (ur. 18 marca 1977 w Korcu) – ukraiński biskup prawosławny.

## Życiorys

### Młodość i wczesna działalność
Jego ojciec był z zawodu brygadzistą w kołchozie, matka – ekonomistką. Ma jednego brata. Jego rodzina była religijna, regularnie uczęszczała na nabożeństwa do monasteru Trójcy Świętej w Korcu, jeździła także na pielgrzymki do ławry Poczajowskiej. W 1998 z wyróżniającymi wynikami ukończył moskiewskie seminarium duchowne. W 2002 ukończył wyższe studia teologiczne w Kijowskiej Akademii Duchownej. Swoją pracę kandydacką poświęcił sytuacji prawosławia na Ukrainie po uzyskaniu przez nią niepodległości.
20 grudnia 2004 metropolita kijowski i całej Ukrainy Włodzimierz wyświęcił go na diakona, zaś 28 lipca 2006 – na kapłana. 20 sierpnia 2006 w klasztorze św. Pantelejmona na górze Athos, także przed metropolitą Włodzimierzem, złożył wieczyste śluby zakonne z imieniem Aleksander, które przyjął na cześć świętego mnicha Aleksandra Świrskiego. W tym samym roku otrzymywał kolejno godności ihumena i archimandryty.

### Biskup
10 grudnia 2007 miała miejsce jego chirotonia na biskupa perejasławsko-chmielnickiego, wikariusza eparchii kijowskiej. W 2010 podniesiony do godności arcybiskupiej. Od 2011 do 2012 kierował Wydziałem Zewnętrznych Stosunków Cerkiewnych Ukraińskiego Kościoła Prawosławnego Patriarchatu Moskiewskiego.
Do 2012 był redaktorem oficjalnej witryny internetowej Ukraińskiego Kościoła Prawosławnego Patriarchatu Moskiewskiego. Najbliższy współpracownik i osobisty sekretarz metropolity kijowskiego i całej Ukrainy Włodzimierza.
23 grudnia 2011 został mianowany przez Święty Synod Ukraińskiego Kościoła Prawosławnego przewodniczącym komisji, która w związku z chorobą metropolity kijowskiego Włodzimierza tymczasowo objęła zarząd metropolii kijowskiej. Komisję tę po miesiącu Synod zlikwidował, wyznaczając jednego administratora metropolii – metropolitę wyszhorodzkiego i czarnobylskiego Pawła.
W lutym 2012 Święty Synod Ukraińskiego Kościoła Prawosławnego, obradując pod przewodnictwem metropolity odeskiego Agatangela (w czasie choroby metropolity Włodzimierza) zwolnił go ze stanowiska przewodniczącego Wydziału Zewnętrznych Stosunków Cerkiewnych i odebrał mu stałe członkostwo w Synodzie, zarzucając mu prezentowanie w mediach dokumentów przeznaczonych do wewnętrznego użytku Synodu, niezgodną z kanonami krytykę decyzji najwyższych organów cerkiewnych oraz innych biskupów. 26 kwietnia 2013 Synod (już po powrocie Włodzimierza do czynnej działalności) wycofał się z tych zarzutów. W listopadzie 2013 r. arcybiskup Aleksander otrzymał godność metropolity.
Po obaleniu rządów Wiktora Janukowycza po protestach na przełomie lat 2013 i 2014 stwierdził, iż oskarżenia pod adresem Ukraińskiego Kościoła Prawosławnego Patriarchatu Moskiewskiego, zarzucające mu pozostawanie w służbie Kremla, Putina czy Janukowycza, chociaż nieobiektywne, nie były bezpodstawne. Uznał, że zjawisko to było negatywne, a Cerkiew powinna być przede wszystkim Cerkwią Chrystusa i ludu ukraińskiego. Osobno skrytykował samego Janukowycza, obarczając go winą za śmierć uczestników protestów. W czerwcu 2014 stwierdził, że ruchy separatystyczne na Ukrainie wschodniej i południowej mają niewielkie poparcie, a powoływanie się przez ich organizacje na prawosławną religię nie jest autentyczne.
15 grudnia 2018 r. jako jeden z dwóch biskupów Ukraińskiego Kościoła Prawosławnego Patriarchatu Moskiewskiego, obok metropolity winnickiego Symeona, wziął udział w soborze, na którym ogłoszone zostało utworzenie Kościoła Prawosławnego Ukrainy. Postąpił tak wbrew stanowisku swojego Kościoła i w związku z tym został z niego wykluczony. Sam publicznie deklaruje przynależność do Kościoła Prawosławnego Ukrainy. Pełni posługę przy soborze Przemienienia Pańskiego w Kijowie (miejscowa parafia przeszła 18 grudnia 2018 r. pod jurysdykcję Kościoła Prawosławnego Ukrainy). 4 marca 2019 r. został ordynariuszem nowo utworzonej eparchii perejasławsko-chmielnickiej i wiszniewskiej. 19 listopada 2019 r., w związku ze zmianą nazwy kierowanej przezeń eparchii na „perejasławska i wiszniewska”, również tytuł hierarchy uległ zmianie na „metropolita perejasławski i wiszniewski”.

## Odznaczenia
- Order „Za zasługi” III stopnia (2009)[17]
- Order „Za zasługi” II stopnia (2013)[18]
- Order Księcia Jarosława Mądrego V stopnia (2019)[19][20]

## Publikacje
Jest autorem prac poświęconych współczesnej sytuacji Kościołów prawosławnych na Ukrainie. W 2013 wydał także zbiór artykułów i komentarzy pt. Bog. Czełowiek. Cerkow' .